# سفين يوناسون
سفين يوناسون (بالسويدية: Sven Jonasson)‏ (9 يوليو 1909 - 17 سبتمبر 1984) لاعب كرة قدم سويدي راحل كان يجيد اللعب في خط الهجوم.
لعب طوال مسيرته الرياضية في نادي إلفسبورغ.
شارك مع منتخب السويد في بطولة كأس العالم 1934 في إيطاليا حيث خرج من الدور الربع النهائي وبطولة كأس العالم 1938 في فرنسا حيث احتل المركز الرابع.
تولى تدريب نادي إلفسبورغ.

## وصلات خارجية
- سفين يوناسون على موقع الاتحاد الدولي (مؤرشف)  (الإنجليزية)
- سفين يوناسون على موقع اتحاد السويد (السويدية)
- سفين يوناسون على موقع قاعدة بيانات كرة القدم.إي يو (الإنجليزية)
- سفين يوناسون على موقع ناشيونال فوتبول تيمز (الإنجليزية)
- سفين يوناسون على موقع عالم كرة القدم.نت (الإنجليزية)
- سفين يوناسون على موقع أوليمبيديا (الإنجليزية)
- سفين يوناسون على موقع اللجنة الأولمبية السويدية (السويدية)

- سيرة ذاتية